# Gornja Trnovitica
Gornja Trnovitica – wieś w Chorwacji, w żupanii bielowarsko-bilogorskiej, w gminie Velika Trnovitica. W 2011 roku liczyła 56 mieszkańców.